# Пътят на запад
„Пътят на запад“ (на английски: The Way West) е уестърн на режисьора Андрю Маклаглън, който излиза на екран през 1967 година.

## Сюжет
Епичният разказ за смелите мъже и жени, които изоставят удобството на Изтока заради обещанието за безплатна земя в дивия Запад.
В средата на 19 век (преди по-малко от 200 години), сенатор Уилям Тадлок повежда керван каруци с група преселници на запад през континента, за да основат нов град. За целта, той наема най-добрия водач. Тадлок е високопринципен и взискателен организатор, който е така твърд към себе си, както и към тези, които са се присъединили към кервана му.

## В ролите
| Актьор           | Роля                     |
| ---------------- | ------------------------ |
| Кърк Дъглас      | Сенатор Уилям Дж. Тадлок |
| Робърт Мичъм     | Дик Съмърс               |
| Ричард Уидмарк   | Лейдж Еванс              |
| Лола Олбрайт     | Ребека Еванс             |
| Джак Елам        | Проповедник Уедърби      |
| Майкъл Уитни     | Джони Мак                |
| Сали Фийлд       | Мърси Макби              |
| Стъби Кайе       | Сам Феърман              |
| Катрин Джъстис   | Аманда Мак               |
| Майкъл Макгрийви | Брауни Евънс             |
| Кони Сойер       | Мисис Макби              |
| Хари Кери        | Мистър Макби             |